# Suak Merambai
Suak Merambai is een bestuurslaag in het regentschap Siak van de provincie Riau, Indonesië. Suak Merambai telt 604 inwoners (volkstelling 2010).